# Международные авиалинии Украины
Ukraine International Airlines — флагманская авиакомпания, обанкротившаяся в 2023 году. Являлась крупнейшим авиаперевозчиком Украины. Главный офис компании находился в Киеве, хаб — в киевском международном аэропорту «Борисполь». Компания осуществляла пассажирские и грузовые авиаперевозки по основным направлениям из Украины в страны Европы, Северной Америки и Азии.
МАУ — первая украинская авиакомпания, созданная с участием частного капитала. С 2011 года 100 % акций компании принадлежат частным компаниям.
В октябре 2023 года появилась информация о банкротстве и распродаже имущества авиакомпании.

## История

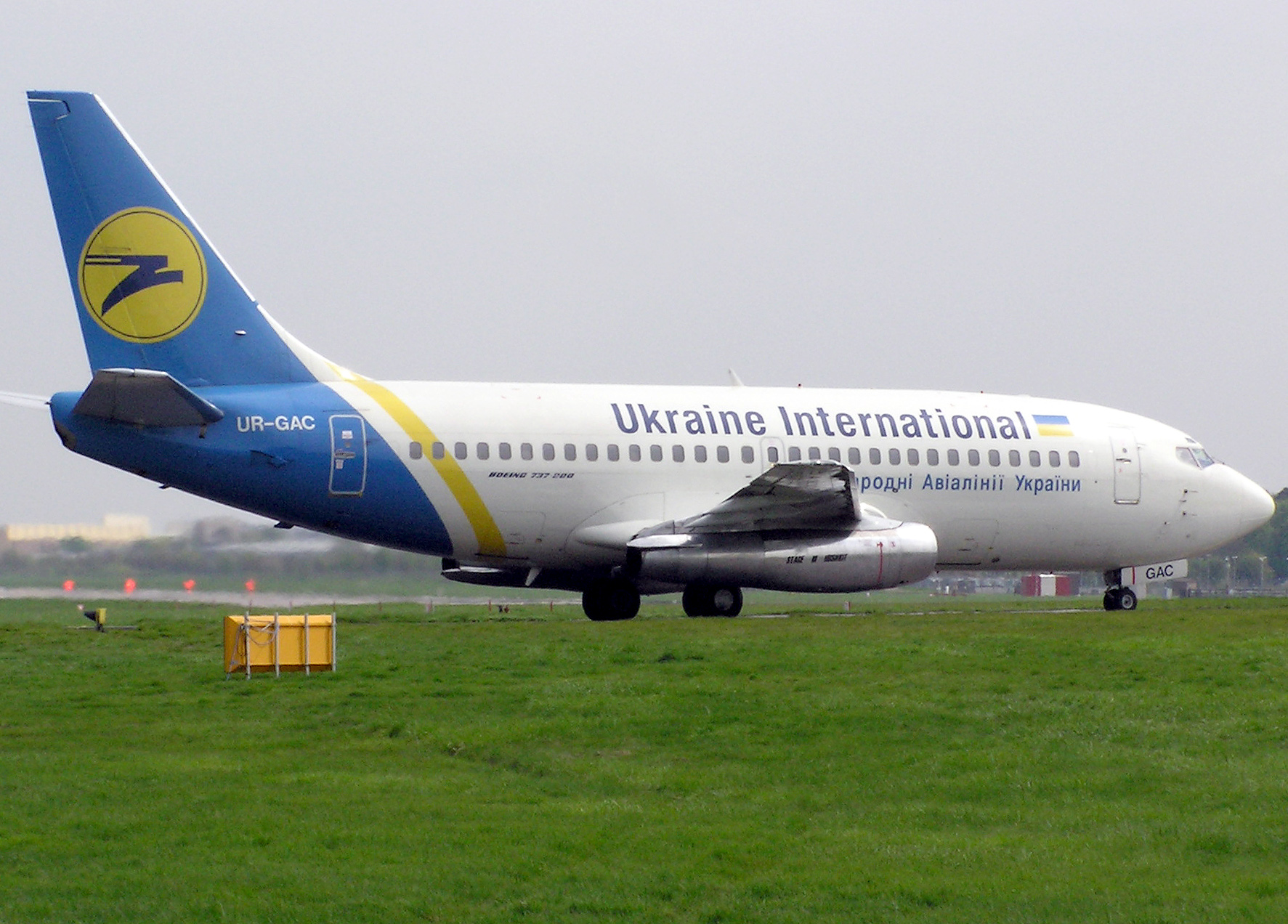
Boeing 737-200 «МАУ» в лондонском аэропорту Гатвик в 2004 году. Данный тип воздушного судна был выведен из эксплуатации в 2005 году

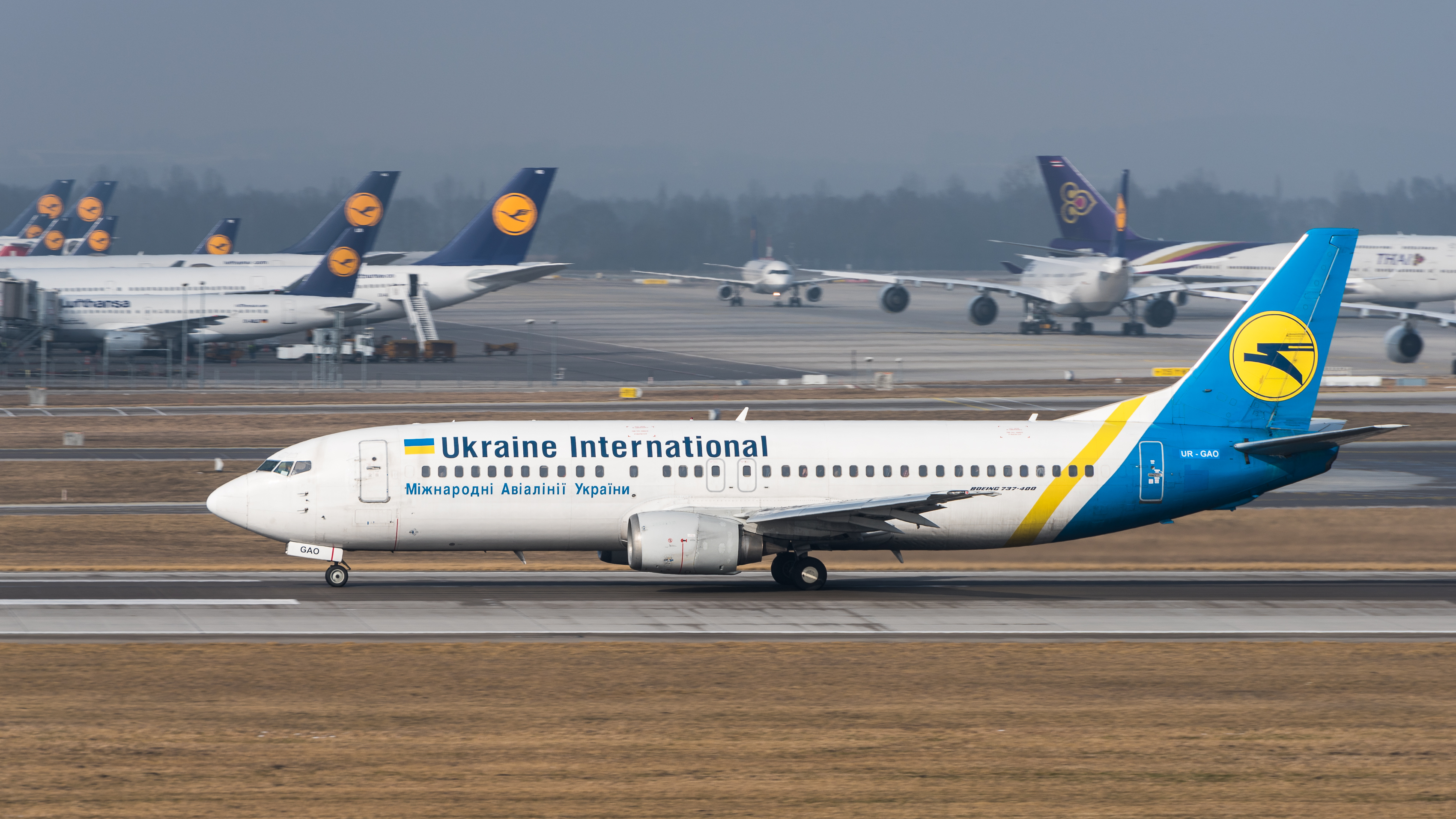
Боинг-737-400

Авиакомпания «Международные авиалинии Украины» (сокращённо — МАУ) была создана в 1992 году. Первый рейс был выполнен по маршруту Киев-Лондон-Киев 25 ноября 1992 года. Эта дата считается днём рождения авиакомпании МАУ. С самого начала «Международные авиалинии Украины» осуществляли свои рейсы на самолётах семейства Боинг-737, став, таким образом, первым на постсоветском пространстве эксплуатантом авиалайнеров этого типа.
В середине 1990-х авиаперевозчик сменил название и ливрею. С фюзеляжей самолётов убрали приставку Air, и авиакомпания начала называться просто Ukraine International. Логотип на хвосте также был изменён. Вместо стилизованного трезубца-сокола в хвостовом кружке появился сокол. В 2013 году, после прекращения полётов авиакомпании Аэросвит, «МАУ» в короткий срок сумела восстановить сообщение по большинству маршрутов, которые ранее обеспечивал «Аэросвит».
После закрытия воздушного пространства над территорией Украины 24 февраля 2022 года из-за вторжения России в Украину, 4 самолёта остававшиеся на начало войны заграницей, продолжали выполнение полётов до осени 2022 года. В 2023 году часть имущества МАУ было распродано на аукционе "СЕТАМ", так был продан один из главнейших активов авиакомпании — торговые марки с названием и логотипом МАУ. 22 ноября 2023 года, хозяйственный суд Киева запустил процедуру банкротства МАУ, по запросу от Укрэксимбанка, которому авиакомпания задолжала 39.4 млн. грн. В рамках дела о банкротстве, суд также запретил МАУ и владельцам имущества компании отчуждать активы.

## Деятельность

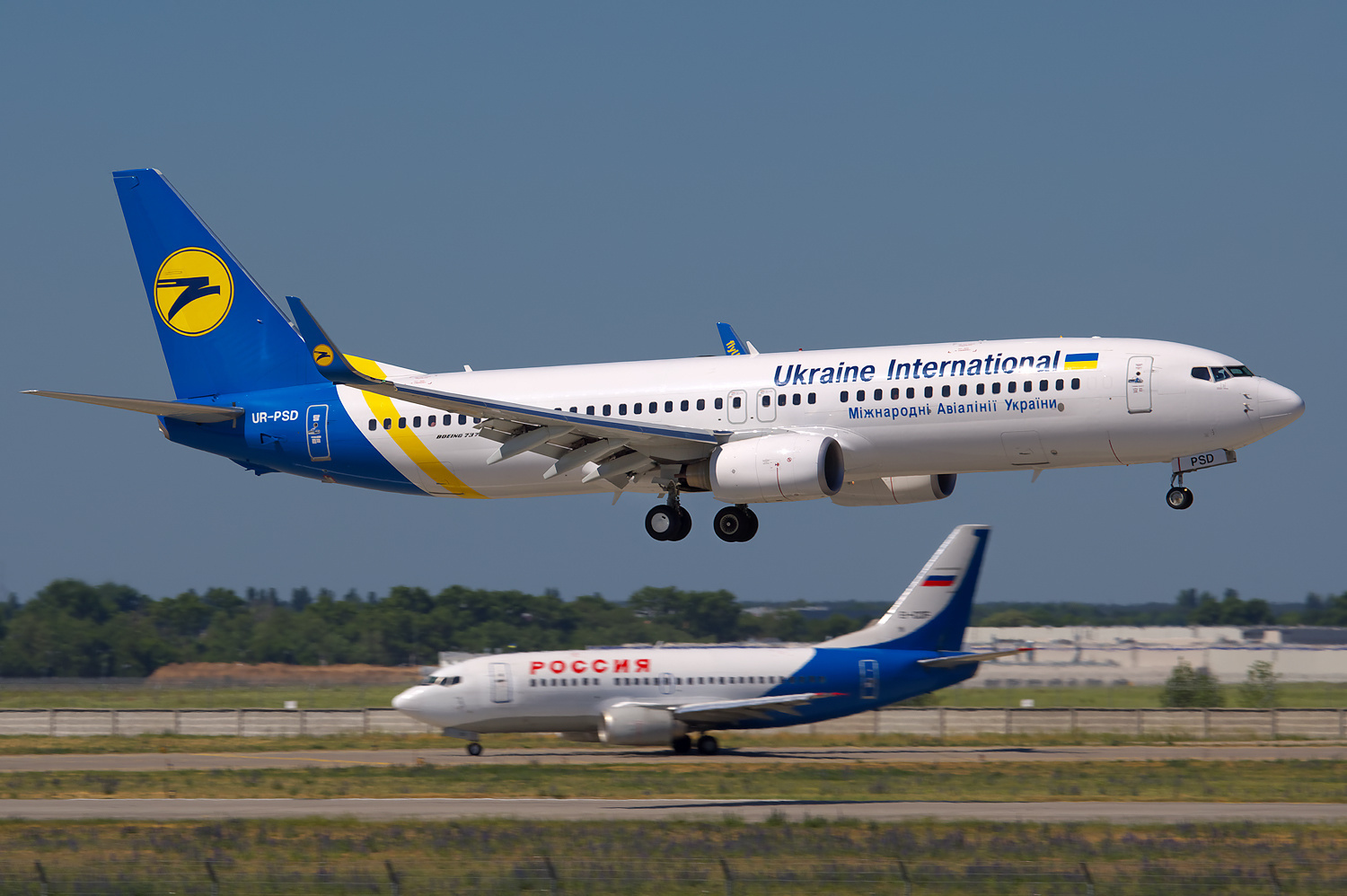
Ukraine International Airlines Boeing 737—800 на посадке.

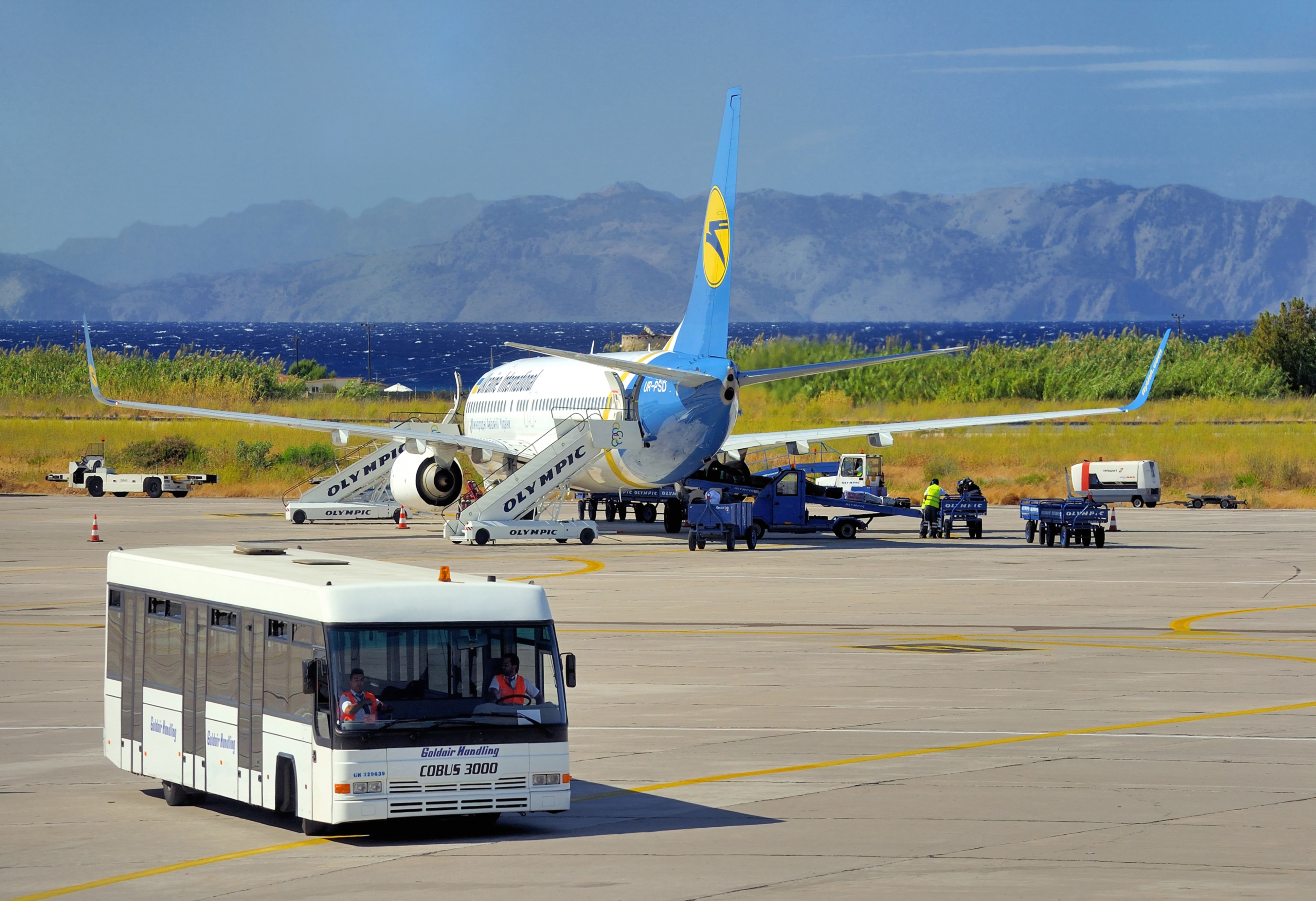
Самолёт МАУ в аэропорту Диагорас, остров Родос, Греция

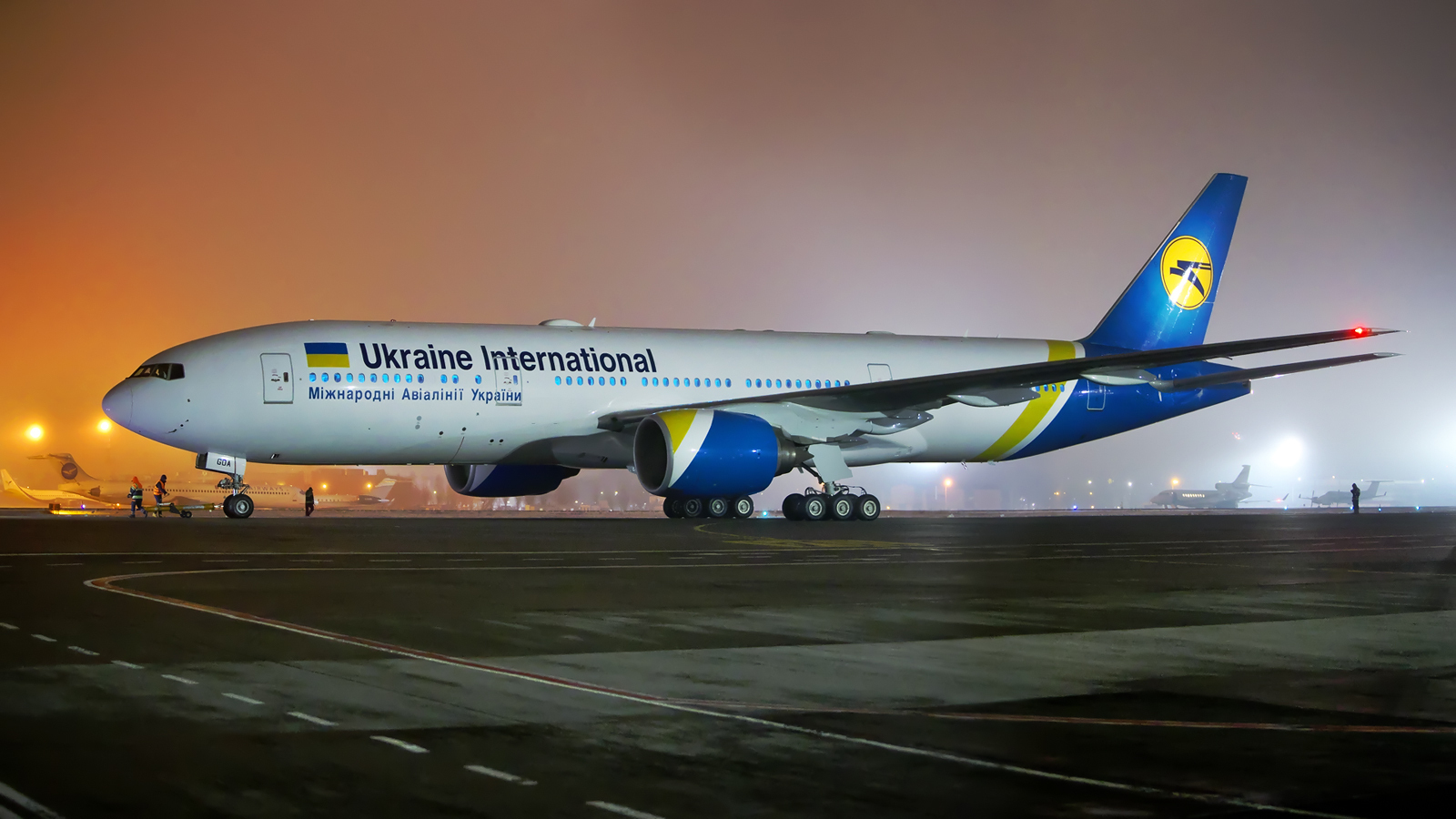
Boeing 777-200ER авиакомпании МАУ в 2018 году

По состоянию на 2021 год, авиакомпания выполняла около 1100 международных и внутренних рейсов в неделю, соединяя Украину (Киев, Львов, Запорожье, Днепр, Одесса, Харьков, Ивано-Франковск, Винница, Херсон, Черновцы) и 40 столиц и крупных городов Европы, СНГ, Северной Америки, Азии, Ближнего Востока и Африки. Также МАУ обеспечивала стыковки с маршрутами своих международных партнёров в более 3000 направлений по всему миру.
МАУ обладает сертификатом JAR-145, который даёт право на полный цикл технического обслуживания техники фирмы Boeing, включая выполнение сложных форм техобслуживания C-Check и D-Check. Сертифицирована IOSA и IATA, а также Европейским агентством по безопасности авиаперевозок (EASA).

### Панорама Клуб
Программа для часто летающих пассажиров МАУ называлась «Панорама Клуб». Предусмотрено три уровня участия: временный (до 3000 миль, пластиковая карта не выдаётся), классический (от 3000 миль или 3 полётных сегментов, высылается пластиковая карта участника) и премиум (от 20 000 статусных миль или 20 полётных сегментов в течение года). Мили накапливались за перелёты рейсами МАУ или авиакомпаний-партнёров, проживание в отелях, шоппинг, коммуникационные, банковские и прочие услуги. Участие в «Панорама Клуб» позволяло обменивать мили на скидки, наградные билеты, повышение класса обслуживания, а также пользоваться многими другими преимуществами статусов Classic и Premium.

### Код-шеринговые партнёры
По состоянию на ноябрь 2019 года, МАУ заключила код-шеринговые соглашения со следующими авиакомпаниями:
- airBaltic
- Air France
- Air Moldova
- Austrian Airlines
- Azerbaijan Airlines
- Belavia
- Brussels Airlines
- Egypt Air
- Iberia
- KLM
- Swiss International Air Lines
- TAP Portugal
- Turkish Airlines

## Флот

### Выведенные из эксплуатации самолёты
Ранее эксплуатировавшиеся «МАУ» типы самолётов:

## Routes
В 2013 году авиакомпания МАУ ввела новые маршруты из Украины в следующие города: Варшава (Польша), Вильнюс (Литва), Баку (Азербайджан), Ереван (Армения), Прага (Чешская Республика), Ларнака (Кипр), Мюнхен (Германия), Афины (Греция), Санкт-Петербург, Москва — аэропорт «Шереметьево.
С 25 октября 2015 года было отменено прямое авиасообщение между Украиной и РФ; в связи с этим, МАУ была вынуждена отменить рейсы из городов Украины в Москву и Санкт-Петербург.
С 30 октября 2016 года возобновились рейсы в Дюссельдорф, а с 1 ноября 2016 года выполняются регулярные рейсы в Коломбо.
В 2018 году авиакомпания расширила географию международных рейсов и начала выполнять полёты из Киева в Копенгаген, Каир, Дели и Торонто.
С 16 ноября 2019 года МАУ прекратила выполнение прямых маршрутов из Киева в Ригу, Минск, Амман и Пекин в рамках оптимизации. С 14 января 2020 года было закрыто авиасообщение между Киевом и Краковом. Чуть позже, было прекращено выполнение рейсов в Бангкок.
Зимой 2021-2022 годов МАУ выполняла регулярные рейсы по 27 направлениям, из них 26 международных.
В июне 2022 года авиакомпания планировала вернуть в свой флот дальнемагистральные самолёты Boeing 777-200ER и возобновить регулярные рейсы из Киева в Америку – Нью-Йорк и Торонто. Также планировалось поставить Boeing 777-200ER на рейсы из Киева в Дели. В связи с вторжением России на Украину было принято решение закрыть авиапространство Украины для гражданской авиации, ввиду чего было прекращено выполнение всех рейсов 24 февраля 2022 года на неопределённое время.
После начала вторжения России в Украину МАУ сдавала лайнеры другим авиакомпаниям в мокрый лизинг. Выполнялись рейсы из Жешува и Стамбула в Хартум.

## Показатели деятельности
За первые девять месяцев 2015 года рост почтовых и грузоперевозок по сравнению с аналогичными показателями прошлого года составил 9 % и 28 % соответственно. За этот же отчётный период оборот компании вырос на 1 %, показатели операционной прибыли выросли на 12,54 млн USD по сравнению с убытком в размере 55,57 млн USD за тот же период 2014 года. Рост пассажиропотока составил 26 %. С начала 2015 года МАУ открыла 19 собственных международных и внутренних рейсов. Чистый убыток в 2015 году перевалил за 21 млн долларов. По данным самой авиакомпании за 2015 год она перевезла 4,9 млн пассажиров.
По итогам 2016 года вышла на чистую прибыль в размере 14,3 млн долларов. Финансовый отчёт за 2016 год впервые был составлен в соответствии с международными стандартами. За 2016 год компания перевезла 6 млн пассажиров.
За 2017 год МАУ перевезла почти 7 млн пассажиров, что на 16,4% превышает показатель 2016 года. Объёмы перевозок МАУ в Международном аэропорту «Борисполь» увеличились на 18%, до 6,25 млн пассажиров. Объёмы перевозок грузов и почты за отчётный период увеличились на 32,2%, до 20,28 тыс. тонн, в том числе благодаря развитию транзита через Международный аэропорт «Борисполь».  В 2017 году чистый убыток МАУ составил 304 млн грн против 387 млн грн чистой прибыли в 2016 году.
За 2018 год перевозчик выполнил 61,5 тысяч рейсов, что на 9% больше, чем в 2017 году, коэффициент занятости пассажирских кресел составил 81%.  В 2018 году компания увеличила выручку на 22,7% – до 27,12 млрд гривен. Чистый убыток МАУ за 2018 год составил 2 млрд 696,132 млн гривен, что в 8,9 раза превышает показатель 2017 года. По итогам 2018 года перевезла свыше 8 млн пассажиров, что на 15% превышает показатель 2017 года. Доля трансферных пассажиров на регулярных рейсах МАУ составила 53%. В 2018 году увеличила перевозку грузов и почты на 12%.

## Перспективы развития
Экономист Михаил Кухар считал, что отмена авиасообщения с Россией 25 октября 2015 года лишит МАУ 25 % пассажиров, что чревато банкротством компании. Годом ранее из-за просадки авиарынка страны на 40 % в 2014 году авиакомпания просила господдержки на 100 млн долларов.
В октябре 2016 года МАУ успешно завершила внедрение технологического решения Amadeus Altéa Suite, а в ноябре того же года подписала особое соглашение с компанией Amadeus. Таким образом авиакомпания планирует оптимизировать текущую деятельность и надеется к 2021 году увеличить парк воздушных судов до 91, а количество перевезённых пассажиров до 20 млн человек.
2019 год МАУ назвало годом стабилизации — компания не планировала наращивать флот, а только лишь обновлять его, заменяя более старые самолёты новыми. Также не было планов расширять географию полётов. В планах был выход на чистую прибыль.
В конце октября 2019 года авиакомпания «Международные авиалинии Украины» объявила о начале масштабной оптимизации полётов в восточном и западном направлениях с целью вернуть бизнес в зону безубыточности. В 2020 году исчезнут рейсы авиакомпании из Киева в Краков и Бангкок.
На 2020-2022 годы ранее было запланировано открытие новых направлений: 2020 год — Ужгород, Дублин, Манчестер, Болонья, Гданьск, Бишкек, Кувейт, Майями, Гуанчжоу; 2021 год —  Загреб, Варна, Таллинн, Эрбиль, Сеул; 2022 год — Белград, Братислава, Бейрут, Шираз, Аддис-Абеба, Чикаго.
К 2021 году количество сотрудников МАУ увеличится до 5 тысяч человек. При этом персонал в расчёте на одно воздушное судно наоборот сократится с 80 до 68 человек/ВС, что говорит о большей эффективности.
По разным оценкам, долговой портфель компании превышает 1 млрд грн из-за недостатка собственных оборотных средств.

## Аварии и катастрофы
| Авиационные происшествия авиакомпании «Международные авиалинии Украины» | Авиационные происшествия авиакомпании «Международные авиалинии Украины» | Авиационные происшествия авиакомпании «Международные авиалинии Украины» | Авиационные происшествия авиакомпании «Международные авиалинии Украины» | Авиационные происшествия авиакомпании «Международные авиалинии Украины» | Авиационные происшествия авиакомпании «Международные авиалинии Украины»                                                     |
| Дата                                                                    | Тип воздушного судна                                                    | Регистрационный номер                                                   | Место происшествия                                                      | Жертвы/На борту                                                         | Краткое описание |
| ----------------------------------------------------------------------- | ----------------------------------------------------------------------- | ----------------------------------------------------------------------- | ----------------------------------------------------------------------- | ----------------------------------------------------------------------- | --- |
| 08.01.2020                                                              | Boeing 737-800                                                          | UR-PSR                                                                  | Шахрияр                                                                 | 176/176                                                                 | Выполнял рейс PS752 из Тегерана в Киев. Через 2 минут после взлёта сбит двумя ракетами «земля—воздух», пущенными ВВС Ирана. |

## Дополнительные факты
- Согласно статистике концерна «Боинг», МАУ — вторая авиакомпания в СНГ, после UTair Aviation, которая проводит полное техническое обслуживание собственного флота[37].
- Украинские туристические агентства и Украинская ассоциация журналистов неоднократно награждали МАУ в номинациях «Лучшая авиакомпания на Украине по продажам», «Лучшая украинская авиакомпания», «Лучший украинский авиаперевозчик».
- В 2001 году авиакомпания стала официальным перевозчиком Папы Иоанна Павла II, а в 2008 году — официальным перевозчиком Вселенского патриарха Варфоломея І во время их визитов на Украину[38].
- МАУ являлась официальным перевозчиком Одесского кинофестиваля[39] и Ukrainian Fashion Week[40].